# Theta1 Crucis
Theta1 Crucis (θ1 Crucis, förkortat Theta1 Cru, θ1 Cru) som är stjärnans Bayerbeteckning, är en dubbelstjärna belägen i den sydvästra delen av stjärnbilden Södra korset. Den har en skenbar magnitud på 4,30 och är synlig för blotta ögat där ljusföroreningar ej förekommer. Baserat på parallaxmätning inom Hipparcosuppdraget på ca 13,9 mas, beräknas den befinna sig på ett avstånd på ca 235 ljusår (ca 72 parsek) från solen.

## Egenskaper
Primärstjärnan Theta1 Crucis A är en blå till vit stjärna i huvudserien av spektralklass A3(m)A8-A8 och är en Am-stjärna, som är kemiskt anomal med variationer i absorptionslinjerna av vissa element. Den har en massa som är ca 1,6 gånger större än solens massa, en radie som är ca 6,5 gånger större än solens och utsänder från dess fotosfär ca 81 gånger mera energi än solen vid en effektiv temperatur av ca 7 300 K. 
Theta1 Crucis är en spektroskopisk dubbelstjärna. Paret kretsar kring varandra med en omloppsperiod på 24,5 dygn och en excentricitet på 0,61. Oväntat, för en fullt utvecklad stjärna av spektraltyp A, har observerats röntgenstrålning, vilken dock kan komma från följeslagaren.